# Różne Wyspy Pacyfiku Stanów Zjednoczonych
Różne Wyspy Pacyfiku Stanów Zjednoczonych (ang. United States Miscellaneous Pacific Islands) – zbiorcze określenie niewielkich terytoriów (wysp lub atoli) na Oceanie Spokojnym, kontrolowanych przez Stany Zjednoczone Ameryki na podstawie Ustawy o wyspach z guano. Do Różnych Wysp Pacyfiku Stanów Zjednoczonych należały: Baker, Howland, Jarvis, Kingman i Palmyra.
Wyspy miały do 1986 określony kod ISO 3166-1 (alfa-2: PU, alfa-3: PUS oraz numeryczny: 849) oraz do 1981 kod FIPS: IQ. Aktualnie dla potrzeb statystycznych ISO wszystkie te wyspy są zaliczane do Dalekich Wysp Mniejszych Stanów Zjednoczonych, zaś każda z nich ma swój oddzielny kod FIPS.